# Fairview (Dakota Południowa)
Fairview – miasto w Stanach Zjednoczonych, w stanie Dakota Południowa, w hrabstwie Lincoln.